# بانج بانج!
بانغ بانغ! هي مسرحية كوميدية لجون كليز. إنها اقتباس من المسرحية الفرنسية مونسير تشاس لجورجيس فيدو. كتبت بواسطة جون كليز/جورجيس فيدو. عرضت لأول مرة في 24 فبراير 2017 في مسرح ميرسوري، كولشستر.

## الإنتاج
قدمت المسرحية العرض العالمي لها في مسرح ميركوري، كولشستر من تاريخ (24 فبراير إلى 11 مارس 2017). افتُتِح العرض الأمريكي الأول للمسرحية في ارض الظل في ايلين فيلي، نيويورك من 10 أغسطس إلى 9 سبتمبر. أنتج ديرموت مكلاجن، شارلز دوغمان وبريان زوكر، الإنتاج الجديد للمسرحية وأُفتتح في مسرح نورثكوت، اكسيتر قبل القيام بجولة في المملكة المتحدة من فبراير 2020.

## الاستقبال النقدي
كتب المُراجع في الديلي تلغراف اليومي يبدو أن كليز قد اكتفى بحشو النسخة الأصلية بنكات سخيفة ورخيصة. عندما رفض ريتشارد ايرلز شارمليس من قبل ليونتاين، اخبرها أن تدفعه حيث لا تشرق الشمس. آسف على التحلي بلحذر، لكن كان بإمكاني فعل ذلك بدون هذه الفظاظة. تستمر الشخصيات في تحطيم الجدار الرابع لإعلام الجمهور ما هو الكابوس. لكن إخبارهم بأن الموقف خرج عن السيطرة لا يشبه الشعور به (مخيب للآمال) وصف الوقت التكييف بأنه (إنتاج يقتصر على المسرح)..... إنه صرير صرير أكثر من بانغ بانغ انه فيديو بدون (أز). كان المسرح أكثر إيجابية ملاحظين أنه وسط هذا الإتجاه الضيق هناك عدة لحظات من الضحك بصوت عالٍ.